# Hisataka Fujikawa
Hisataka Fujikawa (藤川 久孝 Fujikawa Hisataka?), född 1 maj 1964 i Kanagawa prefektur, är en japansk tidigare fotbollsspelare.
Fujikawa började sin karriär 1987 i Toyota Motors (Nagoya Grampus Eight). 1995 flyttade han till JEF United Ichihara. Han avslutade karriären 1996.